# 15258 Alfilipenko
Alfilipenko (asteróide 15258) é um asteróide da cintura principal, a 2,6714302 UA. Possui uma excentricidade de 0,1731883 e um período orbital de 2 121,29 dias (5,81 anos).
Alfilipenko tem uma velocidade orbital média de 16,57006191 km/s e uma inclinação de 6,76325º.
Este asteróide foi descoberto em 15 de Setembro de 1990 por Lyudmila Zhuravlyova.